# 2015 en philosophie
Chronologie de la philosophie
- 2011
- 2012
- 2013
- 2014
- 2015
- 2016
- 2017
- 2018
- 2019

L’année 2015 a été marquée, en philosophie, par les événements suivants :

## Publications
- Bureaucratie, l'utopie des règles, de David Graeber.
- Métaphysique du bonheur réel d’Alain Badiou.
- La seule exactitude, d’Alain Finkielkraut.
- Dictionnaire de la pensée écologique, de Dominique Bourg et Alain Papaux.
- José Ardillo, Les Illusions renouvelables. Énergie et pouvoir : une histoire, L'Échappée.
- The Moral Arc (en), de Michael Shermer[1].
- De Michel Onfray :
  - Cosmos : une ontologie matérialiste,
  - Haute École : brève histoire du cheval philosophique,
  - Les Petits serpents : avant le silence, II.

### Rééditions
- (it) Giovanni Battista Della Porta, Gli duoi fratelli rivali, Edizioni La Biblioteca Digitale, 2015 (lire en ligne)
- René Descartes, Isaac Beeckman, Marin Mersenne. Lettere 1619-1648. Édition intégrale avec traduction italienne en face, par Giulia Beglioioso et Jean Robert-Armogathe, Milano, Bompiani, 2015 pp. 1696.  (ISBN 978-88-452-8071-9)

### Traductions
- Torquato Accetto :  De l'honnête dissimulation, traduit par Thierry Gillybœuf, Éditions de la Nerthe, 2015

## Décès
- 1er février : Irving Singer (en), universitaire américain et auteur, 89 ans.
- 1er mars : Georg Kreisel, né autrichien logicien des mathématiques, 91 ans.
- 27 mai : Michael Martin, philosophe américain et universitaire, 83 ans[2].
- 8 août : Abner Shimony (en), physicien américain et philosophe, 87 ans.
- 12 août : Jaakko Hintikka, philosophe finnois et logicien, 86 ans.